# فلینت (جورجیا)
فلینت (به انگلیسی: Flint) یک منطقهٔ مسکونی در ایالات متحده آمریکا است که در شهرستان میچل، جورجیا واقع شده‌است. فلینت ۵۶٫۰۸ متر بالاتر از سطح دریا واقع شده‌است.